# Glyphocrangon neglecta
Glyphocrangon neglecta is een garnalensoort uit de familie van de Glyphocrangonidae. De wetenschappelijke naam van de soort is voor het eerst geldig gepubliceerd in 1896 door Faxon.